# Linie následnictví lichtenštejnského trůnu
Následnictví lichtenštejnského trůnu užívá jako poslední monarchie v Evropě salické právo jako systém určení následnictví trůnu. Lichtenštejnsko je tak výjimečné navíc tím, že se stále uchoval původní panovnický rod.
Následníkem trůnu a knížetem se může stát pouze mužský potomek z lichtenštejnského knížecího rodu, dědictví trůnu po přeslici není možné.

## Současná linie následnictví
Linie následnictví lichtenštejnského trůnu je následující:
František Josef I. → Jan I. → František de Paula → Alfréd → Alois → František Josef II. → kníže Hans Adam II.
- JJ princ Alois (1869–1955)
  -  JJ kníže František Josef II. (1906–1989)
    -  JJ kníže Hans Adam II. (* 1945)
      - (1) JJ princ-regent Alois (* 1968)
        - (2) JJ princ Josef Wenzel (* 1995)
        - (3) JJ princ Georg (* 1999)
        - (4) JJ princ Nikolaus (* 2000)

      - (5) JJ princ Maxmilián (* 1969)
        - (6) JJ princ Alfons (* 2001)

      -  JJ princ Konstantin (1972–2023)
        - (7) JJ princ Moritz (* 2003)
        - (8) JJ princ Benedikt (* 2008)

    - (9) JJ princ Philipp Erasmus (* 1946)
      - (10) JJ princ Alexander (* 1972)
      - (11) JJ princ Wenzeslaus (* 1974)
      - (12) JJ princ Rudolf (* 1975)
        - (13) JJ princ Karel Ludvík (* 2016)

    - (14) JJ princ Nikolaus (* 1947)
      - (15) JJ princ Josef-Emanuel (* 1989)
        - (16) JJ princ Leopold (* 2023)

  - JJ princ Karel Alfréd (1910–1985)
    - (17) JJ princ Andreas (* 1952)
    - (18) JJ princ Gregor (* 1954)

  - JJ princ Georg (1911–1998)
    - (19) JJ princ Christoph (* 1958)

  - JJ princ Heinrich Hartneid (1920–1993)
    - (20) JJ princ Hubertus (* 1971)
- JJ princ Johannes (1873–1959)
  - JJ princ Alfred (1907–1991)
    - (21) JJ princ František (* 1935)
      - (22) JJ princ Alfred (* 1972)
        - (23) JJ princ Franz (* 2009)

      - (24) JJ princ Lukas (* 1974)

    - JJ princ Friedrich (1937–2010)
      - (25) JJ princ Emanuel (* 1978)
        - (26) JJ princ Leopold (* 2010)
        - (27) JJ princ Heinrich (* 2012)

      - (28) JJ princ Ulrich (* 1983)

    - (29) JJ princ Anton (* 1940)
      - (30) JJ princ Georg (* 1977)

  -  JJ princ Johannes (1910–1975)
    - (31) JJ princ Eugen (* 1939)
      - (32) JJ princ Johannes (* 1969)
- JJ princ Alfred Roman (1875–1930)
  - JJ princ Hans-Moritz (1914–2004)
    - (33) JJ princ Gundakar (* 1949)
      - (34) JJ princ Johann (* 1993)
      - (35) JJ princ Gabriel (* 1998)

    - (36) JJ princ Alfred (* 1951)
    - (37) JJ princ Karl (* 1955)
    - (38) JJ princ Hugo (* 1964)

  -  JJ princ Heinrich (1916–1991)
    - (39) JJ princ Michael (* 1951)
    - (40) JJ princ Christof (* 1956)
    - (41) JJ princ Karl (* 1957)
- JJ princ Karel Alois (1878–1955)
  - (42) JJ princ Wolfgang (* 1934)
    - (43) JJ princ Leopold (* 1978)
      - (44) JJ princ Lorenz (* 2012)

- JJ princ Friedrich (1871–1959)
  - JJ princ Aloys (1898–1943)
    -  JJ princ Luitpold (1940–2016)
      - (45) JJ princ Carl (* 1978)

  -  JJ princ Alfred (1900–1972)
    -  JJ princ Alexandr (1929–2012)
      - (46) JJ princ Christian (* 1961)
        - (47) JJ princ Augustinus (* 1992)
        - (48) JJ princ Johannes (* 1995)

      - (49) JJ princ Stefan (* 1961)
        - (50) JJ princ Lukas (* 1990)
        - (51) JJ princ Konrad (* 1992)

      - (52) JJ princ Emanuel (* 1964)
        - (53) JJ princ Josef (* 1998)